# زلزال قره طاغ 1907
زلزال قره طاغ 1907 هو زلزالٌ وقعَ في نهر قره طاغ ‏ في أوزبكستان بتاريخ 21 أكتوبر 1907.